# Géopolitique du golfe d'Aden
La géopolitique du golfe d'Aden se concentre sur l'étude des relations internationales de l'espace maritime du golfe d'Aden. Cet espace est situé entre la corne de l'Afrique et la péninsule Arabique et les pays bordant le golfe sont la Somalie, le Yémen et Djibouti. Les ressources existantes dans le golfe d'Aden sont très limitées, c'est pourquoi il n'existe pas d'accord pour délimiter la part d'espace maritime revenant à chaque État. Le golfe d'Aden représente une route maritime mondiale très importante, notamment pour les pays européens, car elle mène d'un côté au Canal de Suez et de l'autre au golfe Persique ou à l'Asie orientale. C'est une des raisons pour lesquelles la piraterie s'est développée dans cette zone entraînant l’intervention armée et dissuasive des puissances mondiales (Europe, États-Unis, etc.)

## L'appropriation des espaces maritimes par les États riverains
Il y a 3 pays riverains bordant le golfe d'Aden : la Somalie, le Yémen et Djibouti. De plus les îles Socotra appartiennent au Yémen et sont situées à l'entrée du golfe d'Aden. Les pays n'ont pas signé d'accord pour délimiter leur ZEE. Bien que la Somalie revendique 200 miles (370 km) de ZEE à partir de ses côtes. Il y a donc de multiples tensions entre ces États riverains, car il peut y avoir des ressources halieutiques.

## Forte présence militaire
La présence militaire navale dans le golfe d'Aden est importante depuis longtemps. La France a une base militaire à Djibouti. Les Britanniques ont été remplacés par les Américains, qui disposent de bases à Djibouti et au Yémen. Au temps de la guerre froide, la présence soviétique était importante, la région était un lieu de confrontation entre les deux superpuissances (au Yémen par exemple).
Le développement de la piraterie a été l'occasion de la militarisation internationale de la zone : États-Unis, Union européenne (opération Atalanta), Russie, Chine, Inde, etc. Le Japon a ouvert une base à Djibouti en 2011.

## Les ressources du golfe d'Aden
Les ressources halieutiques sont très importantes dans le golfe d'Aden. Plusieurs pêcheurs somaliens ou du Yémen vont y pêcher ainsi que nombreux bateaux appartenant aux flottes européennes qui viennent pêcher illégalement. Les organisations internationales ont commencé un programme incitant les pirates somaliens à se reconvertir en pêcheurs. Mais cela n'a pas un réel succès parmi les pirates car les rançons sont importantes.

## La circulation maritime enjeux et problèmes

### La circulation maritime
Le trafic maritime est abondant dans zone du golfe d'Aden (vers le canal de Suez) qui est donc une région d'une importance stratégique pour le commerce mondial :
- 25 000 navires y passent tous les ans,
- 12 % de la production mondiale de pétrole brut,
- 1/3 de l'approvisionnement énergétique de l'Europe[1].

Ce trafic est représenté majoritairement par des pétroliers transportant le pétrole du golfe Persique, en particulier d'Arabie saoudite, vers l'Europe, mais aussi par l'échange de produits manufacturés qui vont de la Chine vers l'Europe. En effet la voie du canal de Suez permet de gagner du temps par rapport au détour qu'impose le cap de Bonne-Espérance.
Ces pétroliers ou porte-conteneurs passent par le canal de Suez pour aller alimenter les pays européens.

### La piraterie

#### Les problèmes causés par celle-ci
La Somalie étant un pays en guerre depuis 1991, elle ne possède pas de gouvernement propre et la situation économique et sociale est dramatique. C'est pourquoi les populations pauvres se sont tournées vers l'attaque de bateaux en transit dans le golfe d'Aden. Les pirates ont une base arrière située dans la région autonome du Puntland où ils amènent les navires capturés.
Quelques chiffres:
- 160 % d'augmentation des actes de 2007 à 2008
- une centaine de navires attaqués
- une durée de détention moyenne de 2 mois pour une rançon moyenne de 2 millions d'€

Les cibles des pirates sont toutes sortes de navire et même les navires de pêche ou de plaisance.
Les pirates interviennent jusqu'à 800 km des côtes pour un plus grand rayon d'action. Ils utilisent des bases avancées en mer pour les opérations à longues distances.
Les impacts de cette piraterie sont multiples :
- baisse du trafic par le canal de Suez (les compagnies préfèrent dérouter leurs bateaux par le cap de Bonne-Espérance)
- des navires de protection peuvent escorter des pétroliers.

#### Les actions de la communauté internationale
Il y a une implication forte de la communauté internationale pour lutter contre la piraterie dans le golfe d'Aden.
L'ONU a envoyé des navires de guerre pour lutter contre le blocage de l'aide humanitaire pour la Somalie.
En 2008, l'Union européenne a décidé la mise en place de la mission Atalanta, un projet qui a permis le déploiement d’une force aéronavale européenne massive au large des côtes de la Somalie et dans le golfe d’Aden pour lutter contre la piraterie. Elle a pour tâche d’escorter tout navire européen empruntant les eaux somaliennes, considérées comme les plus dangereuses au monde. L'opération est financée par l'Europe en coopération avec l'OTAN .
L'opération Atalante vise à contribuer :
- à la protection des navires du PAM qui acheminent de l'aide alimentaire aux populations déplacées de Somalie ;
- à la protection des navires vulnérables naviguant dans le golfe d'Aden et au large des côtes de Somalie, ainsi qu'à la dissuasion, à la prévention et à la répression des actes de piraterie et des vols à main armée au large de ces côtes.

D'autres pays participent eux aussi à la protection de leurs navires comme les États-Unis, la Chine, l'Inde, la Malaisie, le Japon et Russie.